# Ich bin dein Mensch
Ich bin dein Mensch (El hombre perfecto, en España) es una película romántica de ciencia ficción alemana de 2021 escrita y dirigida por Maria Schrader y protagonizada por Maren Eggert, Dan Stevens y Sandra Hüller. Se estrenó en el 71.ª Festival Internacional de Cine de Berlín en marzo de 2021. Fue seleccionada como la entrada alemana a la Mejor Película Internacional en los 94.ª edición de los Premios Óscar, llegó a la lista de 15 finalistas, pero no logró obtener la nominación.

## Sinopsis
Alma (Maren Eggert) es una científica que trabaja en el famoso museo de Pérgamo de Berlín. De cara a obtener fondos para su investigación acepta participar en un estudio fuera de lo normal. Durante tres semanas vivirá con un robot humanoide que está programado para encajar con su personalidad y necesidades. Así es como Alma conoce a Tom (Dan Stevens), una máquina altamente desarrollada que ha sido creada única y exclusivamente para hacerla feliz.

## Reparto
Los actores y actrices que participaron son:
- Maren Eggert como Alma Felser
- Dan Stevens como Tom
- Sandra Hüller como Empleada
- Hans Löw como Julian
- Wolfgang Hübsch como Padre Felser
- Annika Meier como Cora
- Falilou Seck como Dean Roger
- Jürgen Tarrach como Dr. Stuber
- Karolin Oesterling como Chloé
- Henriette Richter-Röhl como Steffi
- Monika Oschek como Mujer en cafetería

## Lanzamiento
El 11 de febrero de 2021, la Berlinale anunció que la película se estrenaría en el 71.ª Festival Internacional de Cine de Berlín, en la sección Competición de la Berlinale, en marzo de 2021. Poco después, Bleecker Street adquirió los derechos de distribución en EE. UU. Fue estrenado en los Estados Unidos el 17 de septiembre de 2021.

## Recepción

### Respuesta crítica
El agregador de reseñas Rotten Tomatoes otorga a la película un índice de aprobación del 96% basado en 122 reseñas, con una calificación promedio de 7.60/10. El consenso crítico del sitio dice: "Con un concepto que invita a la reflexión y que cobra vida con humor gracias a un par de protagonistas bien emparejados, Ich bin dein Mensch es una comedia romántica de IA cuya inteligencia es cualquier cosa menos artificial". En Metacritic, la película tiene una puntuación de 78 sobre 100, basada en 26 críticos, lo que indica "Críticas generalmente favorables".
| Año  | Premio                                                  | Categoría                                    | Candidato(s)                                 | Resultado |
| ---- | ------------------------------------------------------- | -------------------------------------------- | -------------------------------------------- | --------- |
| 2022 | Alianza de Mujeres Periodistas de Cine                  | Mejor película de habla no inglesa           | Mejor película de habla no inglesa           | Nominada  |
| 2022 | Alianza de Mujeres Periodistas de Cine                  | Mejor guionista mujer                        | Maria Schrader                               | Nominada  |
| 2021 | Festival Internacional de Cine de Berlín                | Mejor actuación principal                    | Maren Eggert                                 | Ganadora  |
| 2021 | Festival Internacional de Cine de Berlín                | Premio del Público de la Competición         | Maria Schrader                               | Nominada  |
| 2021 | Festival Internacional de Cine de Berlín                | Oso de oro                                   | Maria Schrader                               | Nominada  |
| 2021 | Festival de Cine Alemán                                 | Mejor guion                                  | Jan Schomburg y Maria Schrader               | Ganadores |
| 2021 | Festival de Cine Alemán                                 | Mejor interpretación actoral                 | Dan Stevens                                  | Ganador   |
| 2021 | Premio de Cine Alemán                                   | Mejor actriz                                 | Maren Eggert                                 | Ganadora  |
| 2021 | Premio de Cine Alemán                                   | Mejor Director                               | Maria Schrader                               | Ganadora  |
| 2021 | Premio de Cine Alemán                                   | Mejor película de ficción                    | Lisa Blumenberg                              | Ganadora  |
| 2021 | Premio de Cine Alemán                                   | Mejor guion                                  | Jan Schomburg y Maria Schrader               | Ganadores |
| 2021 | Premio de Cine Alemán                                   | Mejor actor                                  | Dan Stevens                                  | Nominado  |
| 2022 | Premios Goya                                            | Mejor película europea                       | Mejor película europea                       | Nominada  |
| 2021 | Guenter Rohrbach Filmpreis                              | Mejor Fotografía                             | Benedict Neuenfels                           | Nominado  |
| 2021 | Festival Internacional de Cine de Miskolc               | Premio del Jurado CICAE                      | Maria Schrader                               | Ganadora  |
| 2021 | Festival Internacional de Cine de Miskolc               | Mejor Largometraje                           | Maria Schrader                               | Nominada  |
| 2021 | Asociación en línea de mujeres críticas de cine         | Premio Rosie                                 | Premio Rosie                                 | Nominada  |
| 2022 | Festival Internacional de Cine de Palm Springs          | Mejor película en lengua extranjera          | Mejor película en lengua extranjera          | Nominada  |
| 2022 | Premios de la Sociedad de Críticos de Cine de San Diego | Mejor película en lengua extranjera          | Mejor película en lengua extranjera          | Nominada  |
| 2021 | Semana Internacional de Cine de Valladolid              | Espiga Dorada                                | Maria Schrader                               | Nominada  |
| 2021 | Círculo Femenino de Críticos de Cine de Estados Unidos  | Mejor película extranjera de o sobre mujeres | Mejor película extranjera de o sobre mujeres | Nominada  |